# ACMAT VT4
Pour les articles homonymes, voir VT4.
Le VT4 d'ACMAT filiale d'Arquus (ex Renault Trucks Defense), à l'origine appelé VLTP-NP pour « Véhicule Léger Tactique Polyvalent-Non Protégé » est un 4 × 4 sur la base d'un Ford Everest II Phase 1 destiné au remplacement des Peugeot P4 de l'Armée française et principalement de l'armée de terre.

## Histoire
En 2015, le ministère des Armées décide de commander 1 000 4 × 4 Ford Ranger dans le cadre d'une procédure d'urgence de remplacement du P4, devenu trop vieux et trop coûteux en entretien. Critiqué pour son choix d'une société étrangère, le Ministère de la Défense (nom du Ministère des Armées avant 2017) rétorqua qu'il restait à honorer un contrat d'environ 4 000 autres véhicules, ce qui lança le programme VLTP-NP. 
Le 8 décembre 2016, Jean-Yves Le Drian, (Ministre de la Défense) annonce que le groupe RTD (Arquus) produira et livrera 3 700 nouveaux véhicules (selon le contrat alors en exécution), le VT4. 
La loi de programmation militaire prévoit l'achat de 4 380 VT4, dont 3 980 pour les équipements de l'Armée de terre française, avant 2025, ce qui est réalisé.
Le 11 octobre 2018, le 12e régiment de cuirassiers reçoit les deux premiers VT4 des forces armées, à Satory. Au 1er juillet 2019, 730 sont comptabilisés[réf. non conforme].
Le 13 octobre 2022, 4 000 VT4 sont réceptionnés sur les 4 380 commandés. En 2022, les livraisons cumulaient 1 200 véhicules.
Le 25 janvier 2023,  4 200 VT4 sont réceptionnés, pour 4 380 commandés. Le dernier lot de dix véhicules est réceptionné le 26 juillet 2023.

## Caractéristiques

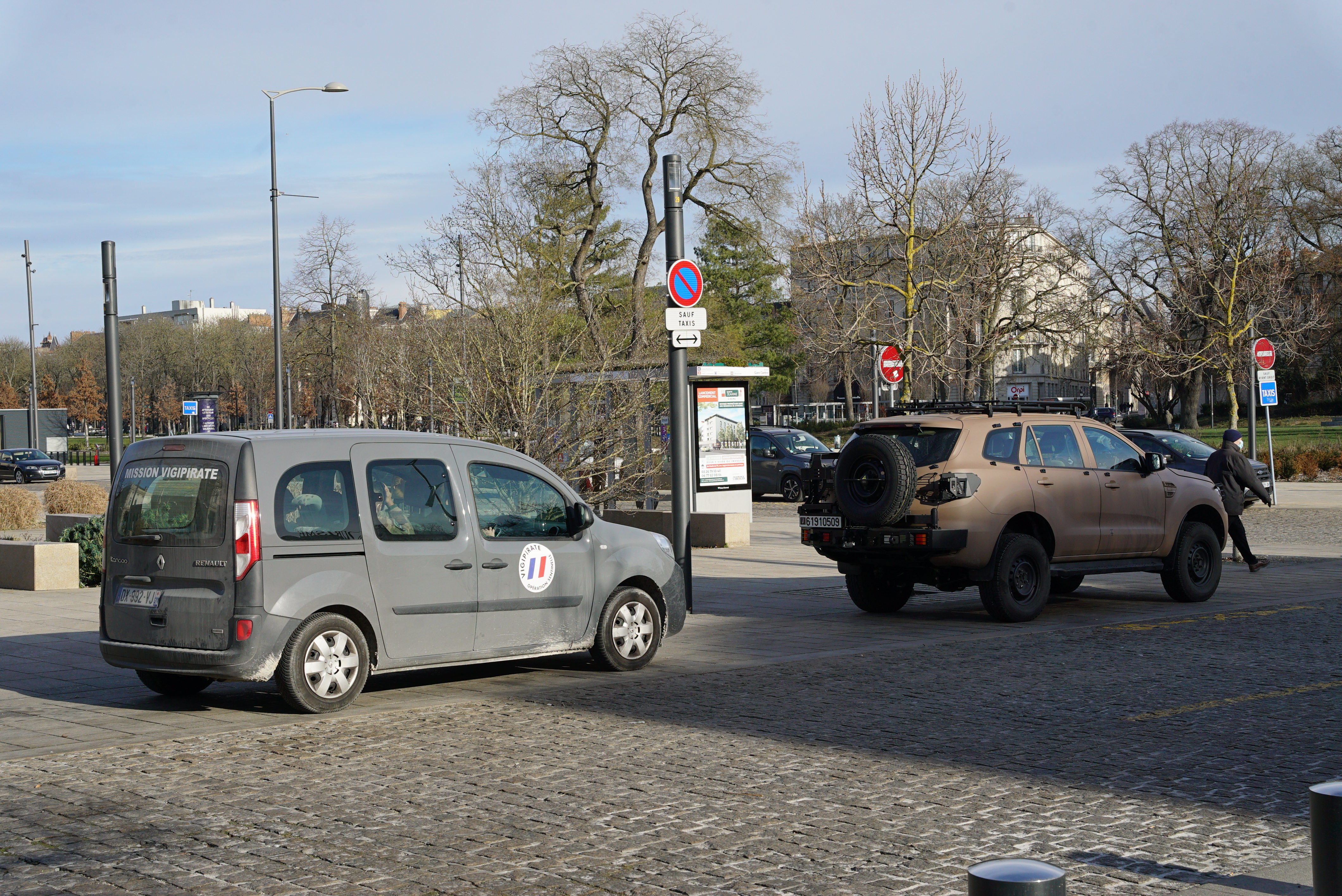
Un VT4 devant un Renault Kangoo II Phase 2 lors du plan Vigipirate le 14 février 2021 a Reims.

Ce véhicule équipe les trois armées, ainsi que le Service des essences des armées (SEA) et le Service interarmées des munitions (SIMu)[réf. non conforme]. Il est destiné à « assurer des liaisons au profit de cinq soldats ou quatre combattants équipés FELIN » dans le cadre d'opérations intérieures ou extérieures.
À la différence du P4, il dispose de la climatisation, d'un habitacle insonorisé, de l'assistance au démarrage en côte, du contrôle de descente, du système anti-blocage des roues (ABS) et du correcteur électronique de trajectoire (ESP)[réf. non conforme].
Il peut être équipé du SITEL (système d’information et de télécommunications de l’armée de Terre), de deux postes de radio PR4G, munis d’un système de chiffrement intégré, et d’un moyen de positionnement par satellite de type DAGR (Defence Advanced GPS Receiver).
Lors de la transformation du Ford Everest en VT4, ACMAT rehausse le véhicule, renforce les commandes pour une plus grande résistance et ajoute des crochets pour le rendre aérotransportable.

## Galerie de photographies

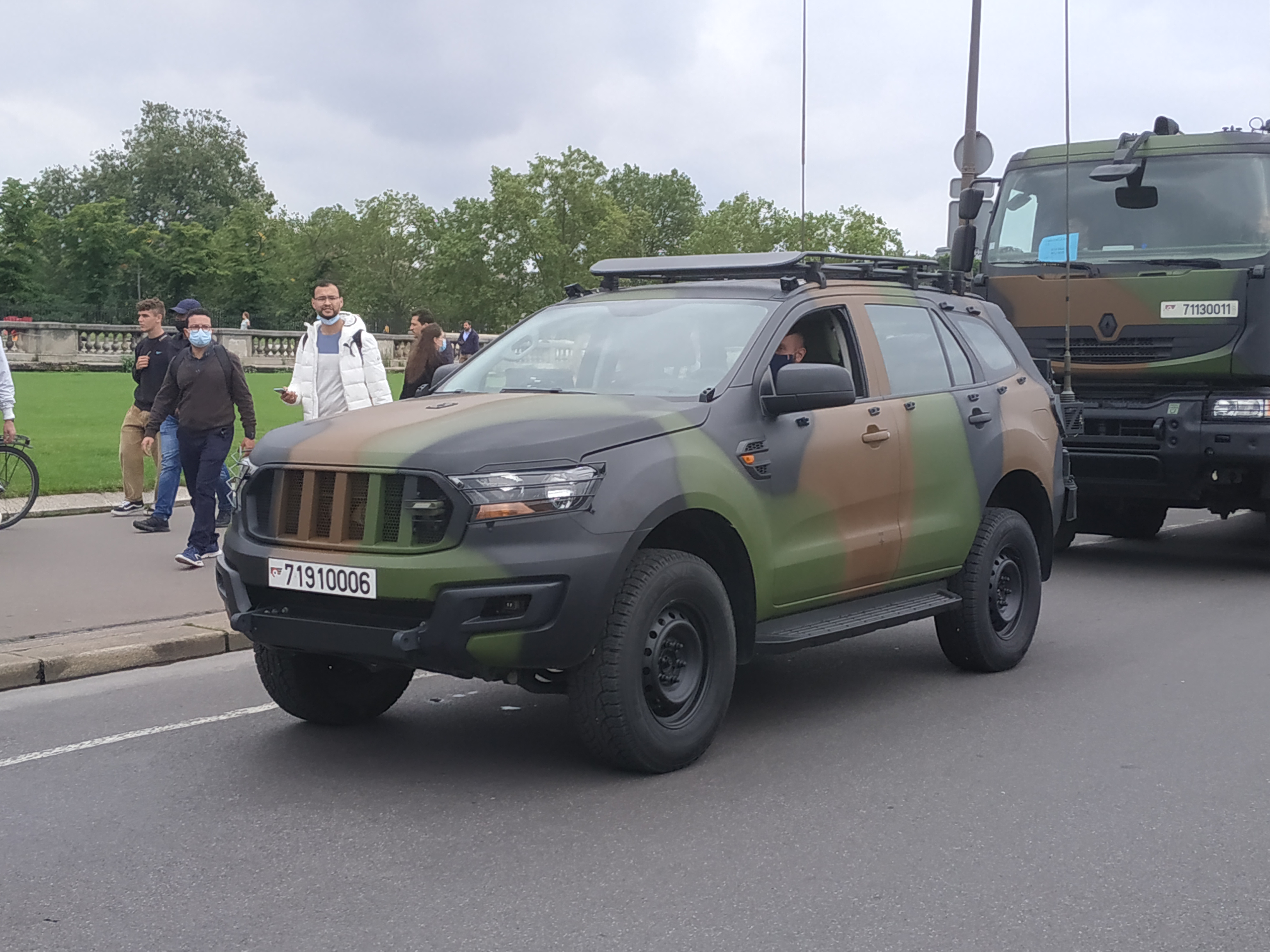
VT4 de l'Armée de l'Air et de l'Espace en camouflage Centre-Europe.
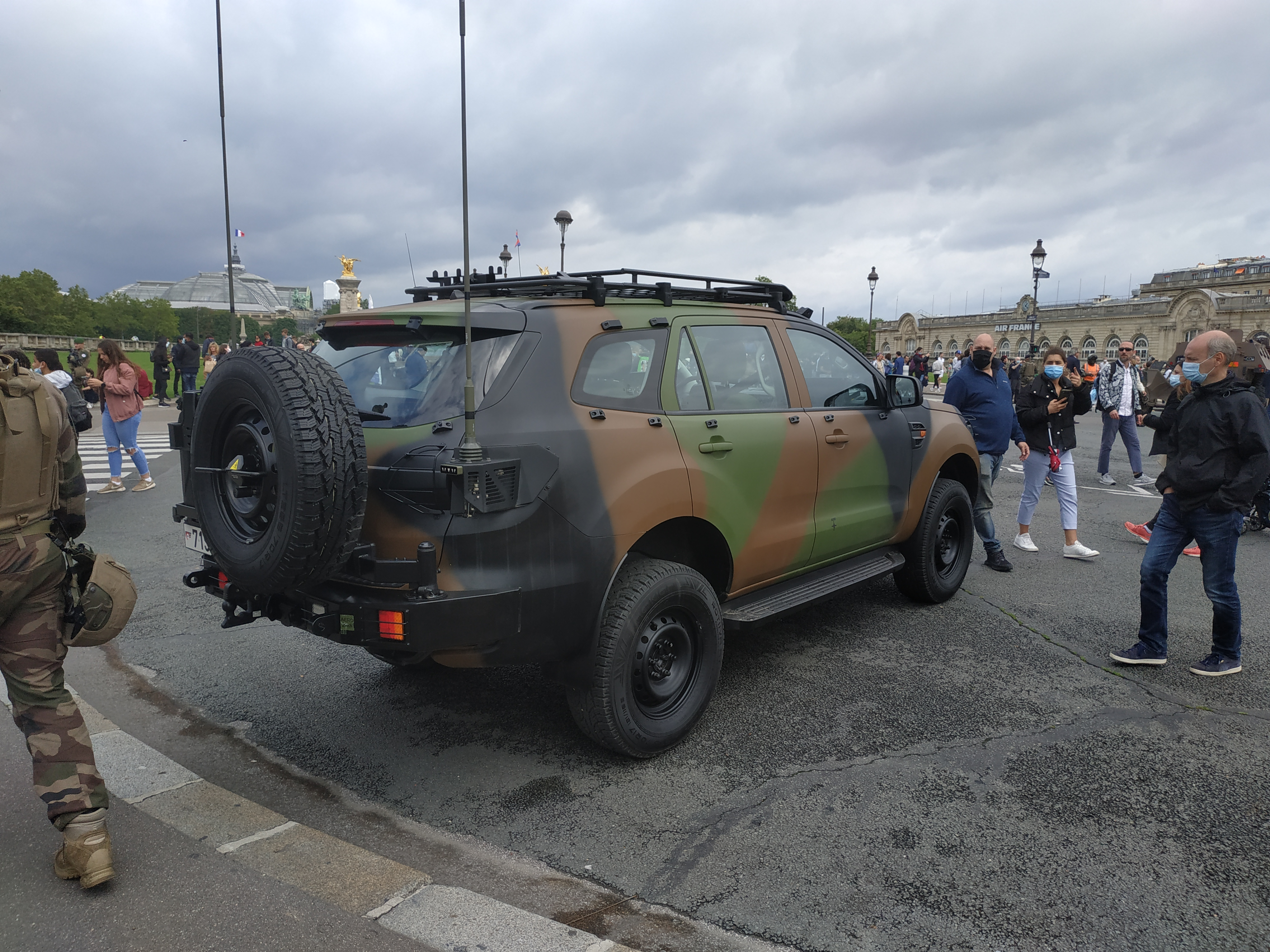
Vue arrière d'un VT4.
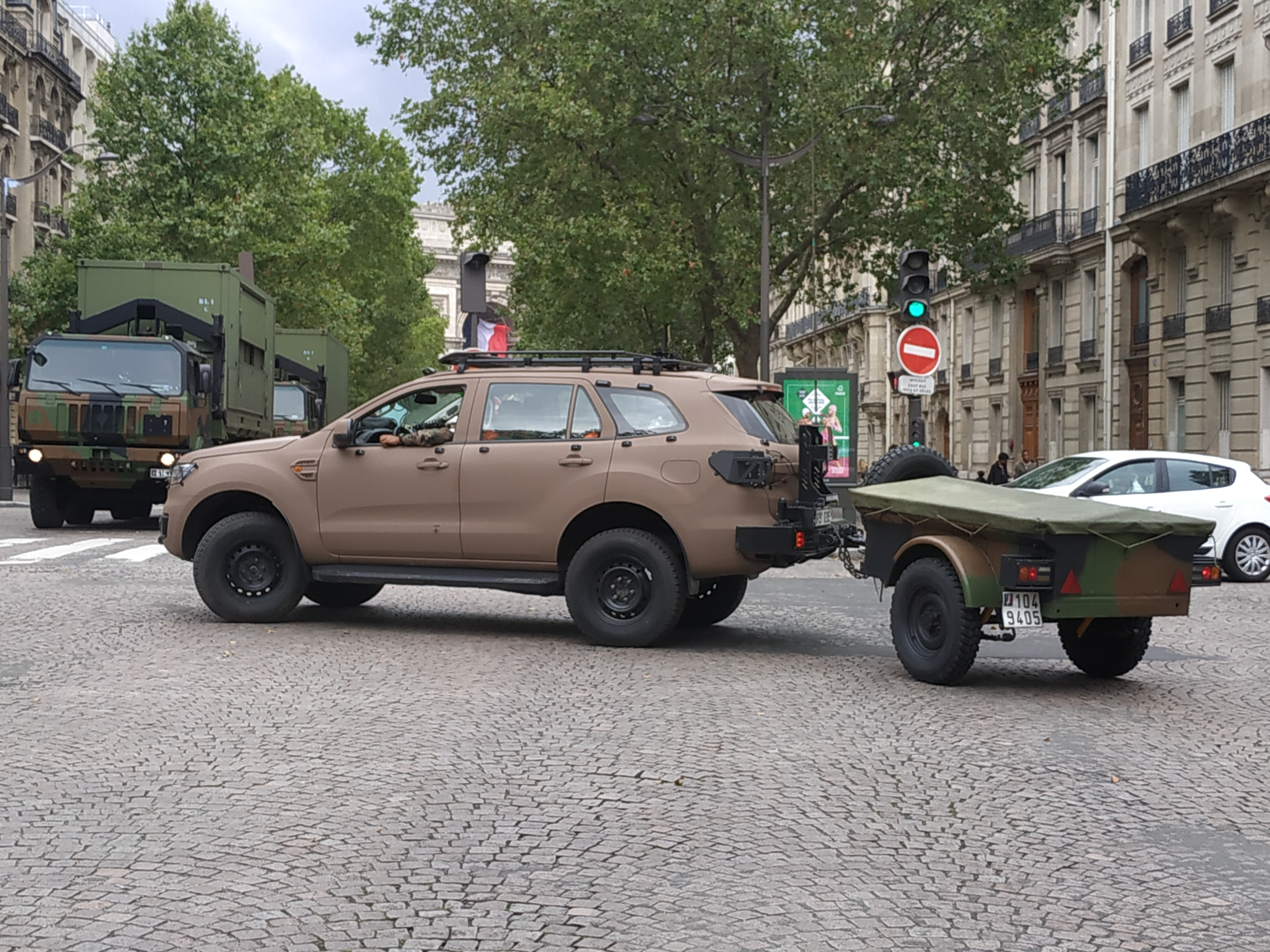
VT4 avec remorque.
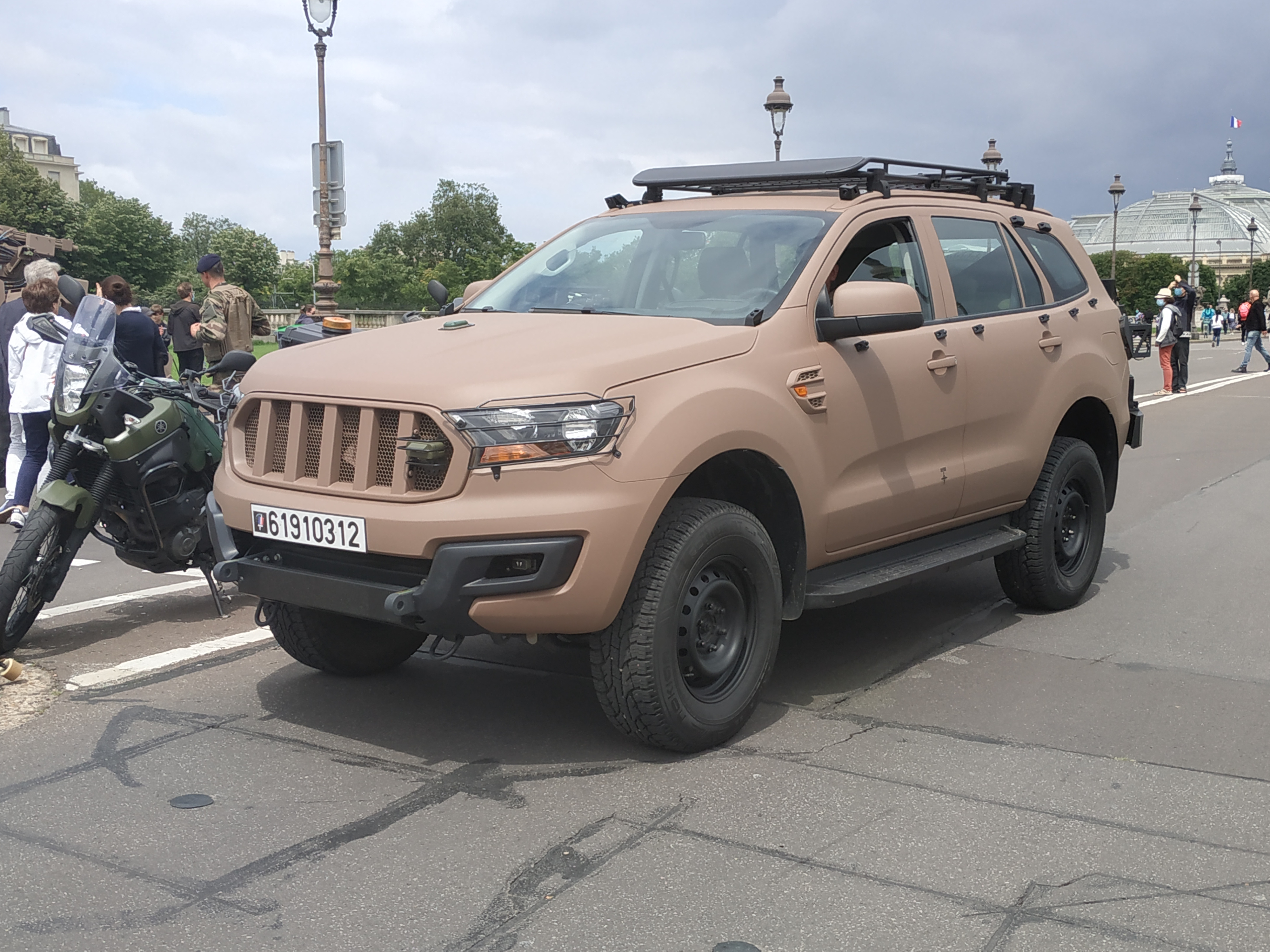
VT4 de l'Armée de Terre.